# 班達圓鱗鮋
班達圓鱗鮋，為輻鰭魚綱鮋形目鮋亞目鮋科的其中一種，為熱帶海水魚，分布於中西太平洋巴布亞紐幾內亞海域，棲息深度1-15公尺，體長可達10公分，棲息在河口在水淺的碎石底層水域，生活習性不明。